# 云南环蛇
云南环蛇（学名：Bungarus wanghaotingi）也称王氏环蛇，一种分布于缅甸、中国云南、老挝和越南等地区的陆生毒蛇，隶属于眼镜蛇科环蛇属。
本种分类存在争议，有学者认为其为银环蛇（Bungarus multicinctus）云南亚种，也有认为其为独立物种。

## 保护
本种于2023年被收录入《有重要生态、科学、社会价值的陆生野生动物名录》。